# Sarrant
Sarrant es una comuna francesa del departamento del Gers en la región de Mediodía-Pirineos dentro del territorio histórico de la Gascuña. Se trata de una antigua bastida cuyos vestigios medievales le valen estar clasificada en la categoría de les plus beaux villages de France.
Se la conoce particularmente por su festival anual de danza y música medieval.

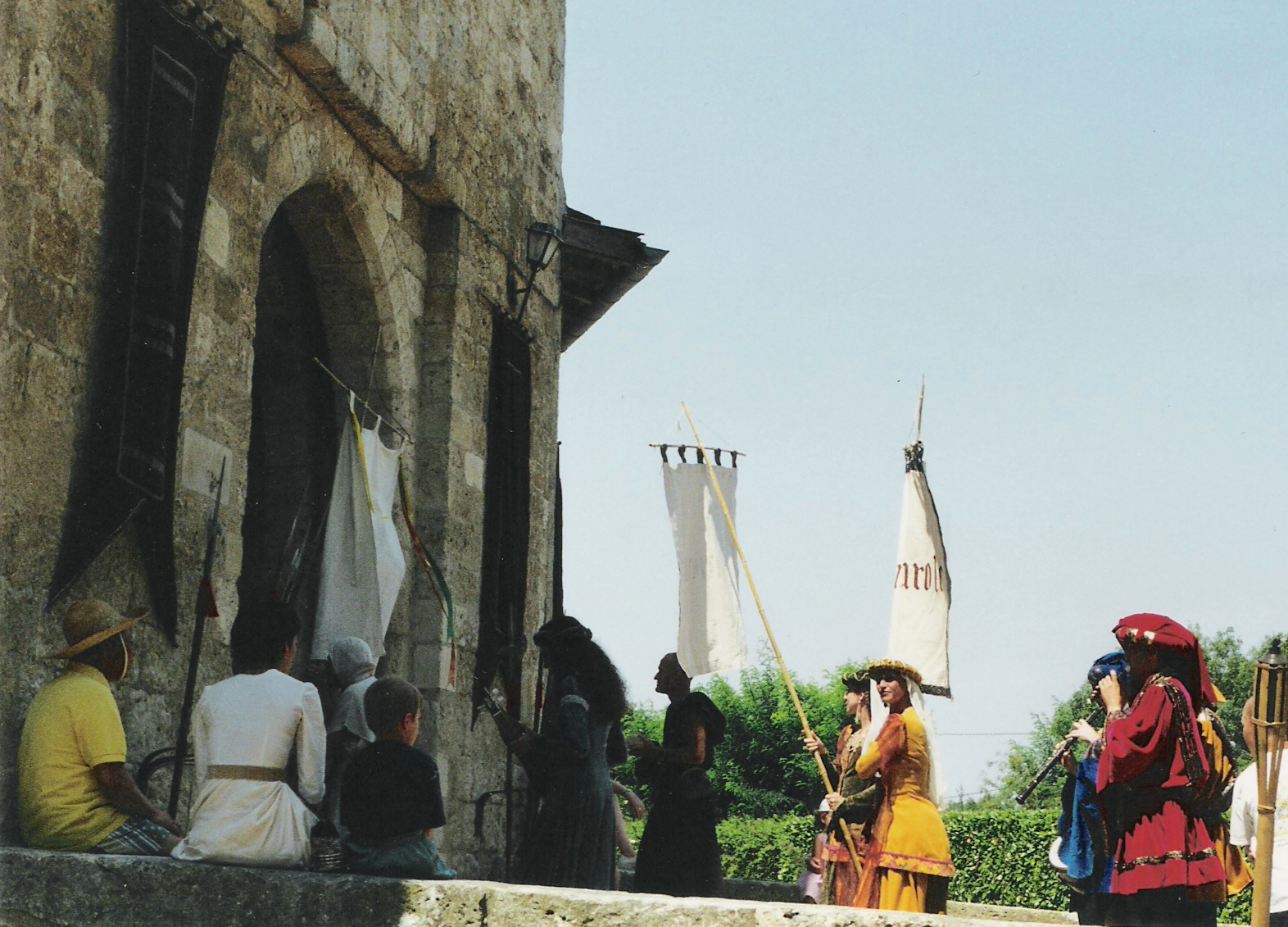
Desfile de disfraces durante el festival de 2001.

## Demografía
| 440 | 357 | 319 | 312 | 319 | 338 |
| Para los censos de 1962 a 1999 la población legal corresponde a la población sin duplicidades (Fuente: INSEE [Consultar]) |     |     |     |     |     |